# Edizioni di Da noi... a ruota libera
In questa voce sono elencate e descritte le edizioni del programma Da noi... a ruota libera, in onda su Rai 1 dal 2019 con la conduzione di Francesca Fialdini.

## Prima edizione (2019-2020)
- Rete: Rai 1
- Periodo: 22 settembre 2019 - 14 giugno 2020
- Numero di puntate: 36

La prima edizione è in onda dagli studi Rai di Torino fino a febbraio, per poi spostarsi a Roma da marzo dello stesso anno.Il programma è nato con l'obiettivo di risollevare la fascia oraria successiva a Domenica in, in seguito ai bassi ascolti ottenuti dal programma La prima volta condotto da Cristina Parodi in onda fino al 19 maggio 2019
Nella seconda serata del 27 ottobre 2019 viene eccezionalmente trasmessa in seconda serata la replica dell'intervista a Vanessa Scalera, al termine della messa in onda dell'ultimo episodio della prima serie di Imma Tataranni - Sostituto procuratore. Tale replica viene seguita da 2.256.000 spettatori con il 18.1% di share. 
L'ultima puntata del programma inizialmente era prevista per la metà-fine di maggio, ma è stata posticipata di circa un mese come nella maggior parte dei programmi della suddetta stagione TV, per via della pandemia di COVID-19 

## Seconda edizione (2020-2021)
- Rete: Rai 1
- Periodo: 12 settembre 2020 - 6 giugno 2021
- Numero di puntate: 35 + 1 speciale il 27 giugno 2021

Nelle puntate del 14 e del 21 febbraio la trasmissione viene condotta da Nek, a causa della positività al Covid della conduttrice. 
Inizialmente l'ultima puntata era prevista per il 31 maggio. Viene realizzata una puntata speciale del programma tre settimane dopo la chiusura, il 27 giugno 2021 

## Terza edizione (2021-2022)
- Rete: Rai 1
- Periodo: 19 settembre 2021 - 5 giugno 2022
- Numero di puntate: 34

Le puntate del 5 dicembre e del 6 febbraio non vanno in onda, venendo sostituite rispettivamente dalla finale dello Zecchino D'Oro e dalla puntata speciale di Domenica In dall'Ariston di Sanremo.
La puntata del 21 novembre è in onda in orario anticipato in quanto la puntata di Domenica In si conclude in anticipo a causa di una caduta della conduttrice.
La puntata del 5 giugno è in onda a partire dalle 18:00 per la messa in onda di uno speciale del Tg1. 
| Puntata | Data       | Ospiti | Ascolti        | Ascolti | Fonti  |
| Puntata | Data       | Ospiti | Telespettatori | Share   | Fonti  |
| ------- | ---------- | --- | -------------- | ------- | ------ |
| 1       | 19/09/2021 | Arisa, Alba Parietti, Sara Simeoni, Lucia Goracci | 1 621 000      | 12.96%  | [ 2 ]  |
| 2       | 26/09/2021 | Flavio Insinna, Asia Argento, Massimiliano Gallo, Tosca D'Aquino                                                                                                 | 1 606 000      | 11.90%  | [ 3 ]  |
| 3       | 03/10/2021 | Donatella Rettore, Roberta Capua, Benedetta Porcaroli, Maria Cuffaro                                                                                             | 1 731 000      | 13.11%  | [ 4 ]  |
| 4       | 10/10/2021 | Neri Marcoré, Bianca Guaccero, Gabriele Cirilli, Paola Minaccioni, Giovanni Caccamo                                                                              | 2 540 000      | 18.10%  | [ 5 ]  |
| 5       | 17/10/2021 | Marisa Laurito, Daniele Pecci, Pilar Fogliati, Matteo Martari, Mauro Coruzzi, Nicole Orlando, Gemelli di Guidonia                                                | 1 809 000      | 13.70%  | [ 6 ]  |
| 6       | 24/10/2021 | Federico Zampaglione, Vanessa Scalera, Massimiliano Gallo, Francesco Montanari, Valeria Solarino, Gianfranca Saracino, Nina Soldano, Patrizio Rispo, Peppe Zarbo | 1 898 000      | 13%     | [ 7 ]  |
| 7       | 31/10/2021 | Sergio Castellitto, Cesare Bocci, Lilli Gruber, Drusilla Foer | 1 728 000      | 10.60%  | [ 8 ]  |
| 8       | 07/11/2021 | Elena Sofia Ricci, Morgan, Claudia Pandolfi | 2 106 000      | 13.10%  | [ 9 ]  |
| 9       | 14/11/2021 | Cristiano Malgioglio, Gabriele Corsi, Raf, Umberto Tozzi, Claudia Gerini, Carolina Crescentini, Luca e Paolo, Benedetta Parodi                                   | 2 184 000      | 13%     | [ 10 ] |
| 10      | 21/11/2021 | Selvaggia Lucarelli, Alvise Rigo, Tove Villfor, Pietro Castellitto, Rosa Visciano                                                                                | 2 598 000      | 15.20%  | [ 11 ] |
| 11      | 28/11/2021 | Massimo Ghini, Luca Ward, Sergio Muniz, Paolo Conticini, Bruno Vespa, Nicolò Govoni                                                                              | 2 525 000      | 15.10%  | [ 12 ] |
| 12      | 12/12/2021 | Maria Chiara Giannetta, Giovanni Allevi | 2 296 000      | 4.18%   | [ 13 ] |
| 13      | 26/12/2021 | Roberto Bolle, Christian De Sica, Alessandro Siani, Paola Minaccioni, Giovanni Scifoni                                                                           | 2 407 000      | 15.10%  | [ 14 ] |
| 14      | 02/01/2022 | Carlo Conti, Red Canzian, Sergio Friscia, Diana Del Bufalo | 2 879 000      | 16.80%  | [ 15 ] |
| 15      | 09/01/2022 | Nino D’Angelo, Tullio Solenghi, Vittoria Puccini, Pierpaolo Spollon                                                                                              | 2 457 000      | 13.30%  | [ 16 ] |
| 16      | 16/01/2022 | Fabio Fazio, Luca Argentero, Nancy Brilli, Priscilla | 2 635 000      | 15.30%  | [ 17 ] |
| 17      | 23/01/2022 | Nek, Fabio Volo, Cristina D’Avena, Alberto Malanchino, Gianmarco Saurino                                                                                         | 2 469 000      | 14.40%  | [ 18 ] |
| 18      | 30/01/2022 | Milly Carlucci, Flavio Insinna, Pupi Avati, Neri per caso, Antonio Nicolai                                                                                       | 2 478 000      | 14.90%  | [ 19 ] |
| 19      | 13/02/2022 | Massimo Ranieri, Vittorio Sgarbi, Ale e Franz, Priscilla | 2 589 000      | 16%     | [ 20 ] |
| 20      | 20/02/2022 | Tullio Solenghi, Barbara Foria, Priscilla, Elisa Di Eusanio, Alice Arcuri, Beatrice Grannò                                                                       | 2 354 000      | 15.10%  | [ 21 ] |
| 21      | 27/02/2022 | Vincenzo Salemme, Caterina Balivo, Matteo Marzotto, Giovanni Scifoni, Alberto Malanchino                                                                         | 2 419 000      | 14.6%   | [ 22 ] |
| 22      | 06/03/2022 | Mara Maionchi, Lino Guanciale, Aurora Ruffino, Matilde Gioli | 2 315 000      | 14.2%   | [ 23 ] |
| 23      | 13/03/2022 | Enrico Brignano, Michele Zarrillo, Lunetta Savino, Alice Arcuri, Beatrice Grannò, Sara Lazzaro                                                                   | 2 148 000      | 13.52%  | [ 24 ] |
| 24      | 20/03/2022 | Iva Zanicchi, Priscilla, Alberto Scalia | 2 221 000      | 13.9%   | [ 25 ] |
| 25      | 27/03/2022 | Francesco Gabbani, Maria Chiara Giannetta, Maurizio Lastrico | 2 128 000      | 15.5%   | [ 26 ] |
| 26      | 03/04/2022 | Giancarlo Magalli, Michela Magalli, Beppe Vessicchio, Leo Gassmann, Nathalie Guetta                                                                              | 2 454 000      | 16.4%   | [ 27 ] |
| 27      | 10/04/2022 | Orietta Berti, Samuele Bersani, Livio Kone, Miguel Gobbo Diaz | 2 001 000      | 14.3%   | [ 28 ] |
| 28      | 17/04/2022 | Roby Facchinetti, Gigi e Ross, Chiara Amirante | 1 784 000      | 5.2%    | [ 29 ] |
| 29      | 24/04/2022 | Valeria Bruni Tedeschi, Francesca Fagnani, Alessandro Tersigni, Roberto Farnesi, Pahim Bhuiyan                                                                   | 1 964 000      | 14.8%   | [ 30 ] |
| 30      | 01/05/2022 | Irene Grandi, Giusy Ferreri, Dolcenera, Gemelli di Guidonia, Stefania Brancaccio                                                                                 | 1 843 000      | 15.9%   | [ 31 ] |
| 31      | 08/05/2022 | Lino Banfi, Rosanna Banfi, Gabriele Corsi, Cristiano Malgioglio, Maria Di Biase, Corrado Nuzzo                                                                   | 2 049 000      | 17.4%   | [ 32 ] |
| 32      | 22/05/2022 | Marcella Bella, Isabella Ragonese, Ivana Spagna, Ivan Granatino, Marco Morandi                                                                                   | 1 662 000      | 16.1%   | [ 33 ] |
| 33      | 29/05/2022 | Max Giusti, Antonella Elia, Roberta Capua, Massimiliano Ossini                                                                                                   | 1 645 000      | 13.3%   | [ 34 ] |
| 34      | 05/06/2022 | Barbara Alberti, Gemelli di Guidonia, Priscilla | 1 909 000      | 18.8%   | [ 35 ] |

## Quarta edizione (2022-2023)
- Rete: Rai 1
- Periodo: 18 settembre 2022 - 11 giugno 2023
- Numero di puntate: 33

La puntata del 1 gennaio va in onda esclusivamente su Rai Play, sostituita su Rai 1 da uno speciale Tg1.
Dal 20 novembre al 18 dicembre il programma non è in onda, per i Mondiali di calcio.
La puntata del 12 febbraio non va in onda, venendo sostituita dalla puntata speciale di Domenica In dall'Ariston di Sanremo.
| Puntata | Data       | Ospiti                                                                               | Ascolti        | Ascolti | Fonti  |
| Puntata | Data       | Ospiti                                                                               | Telespettatori | Share   | Fonti  |
| ------- | ---------- | ------------------------------------------------------------------------------------ | -------------- | ------- | ------ |
| 1       | 18/09/2022 | Amanda Lear, Elisa Isoardi, Emma D'Aquino                                            | 1 501 000      | 15,1%   | [ 36 ] |
| 2       | 25/09/2022 | Elena Sofia Ricci, Claudia Pandolfi, Max Tortora, Gemelli di Guidonia                | 1 628 000      | 14,8%   | [ 37 ] |
| 3       | 02/10/2022 | Alessandra Mussolini, Vittoria Puccini, Milena Vukotic, Alessandro Borghese          | 1 482 000      | 13,5%   | [ 38 ] |
| 4       | 09/10/2022 | Iva Zanicchi, Selvaggia Lucarelli, Giovanni Floris, Massimiliano Pani, Gilles Rocca  | 2 000 000      | 17,7%   | [ 39 ] |
| 5       | 16/10/2022 | Antonino, Ale e Franz, Lino Guanciale, Massimiliano Gallo                            | 1 693 000      | 16,0%   | [ 40 ] |
| 6       | 23/10/2022 | Lina Sastri, Valeria Marini, Cesare Bocci, Giorgio Pasotti                           | 1 668 000      | 15,0%   | [ 41 ] |
| 7       | 30/10/2022 | Red Canzian, Nancy Brilli, Tosca D'Aquino, Massimo Bernardini                        | 1 936 000      | 15,9%   | [ 42 ] |
| 8       | 06/11/2022 | Giuseppe Zeno, Francesca Fagnani, Serena Bortone, Micaela Ramazzotti                 | 1 918 000      | 14,8%   | [ 43 ] |
| 9       | 13/11/2022 | Gabriele Cirilli, Raoul Bova, Alba Parietti, Diana Del Bufalo                        | 2 323 000      | 17,2%   | [ 44 ] |
| 10      | 25/12/2022 | Alexia, Amii Stewart, Enrico Brignano                                                | 2 010 000      | 18,4%   | [ 45 ] |
| 11      | 01/01/2023 | Matilde Gioli, Gabriella Pession, Giovanni Scifoni, Lino Guanciale                   | -              | -       | -      |
| 12      | 08/01/2023 | Nek, Francesca Chillemi, Roberto Morgantini, Pif                                     | 2 127 000      | 15,3%   | [ 47 ] |
| 13      | 15/01/2023 | Cristiano Malgioglio, Pierpaolo Spollon, Nunzia De Girolamo                          | 2 264 000      | 16,3%   | [ 48 ] |
| 14      | 22/01/2023 | Alessandro Preziosi, Ron, Giovanni Minoli, Aurora Ruffino                            | 2 186 000      | 15,1%   | [ 49 ] |
| 15      | 29/01/2023 | Paolo Conticini, Matilde Gioli, Sabrina Salerno                                      | 2 208 000      | 15,8%   | [ 50 ] |
| 16      | 05/02/2023 | Valeria Fabrizi, Giorgia Giacobetti, Roberta Capua, Alessio Zucchini                 | 2 201 000      | 15,4%   | [ 51 ] |
| 17      | 19/02/2023 | Elena Sofia Ricci, Max Tortora                                                       | 1 867 000      | 14,1%   | [ 52 ] |
| 18      | 26/02/2023 | Marisa Laurito, Isabella Ferrari, Maurizio Lastrico                                  | 2 207 000      | 15,8%   | [ 53 ] |
| 19      | 05/03/2023 | Lino Guanciale, Fabrizio Biggio, Gilles Rocca                                        | 1 728 000      | 14,0%   | [ 54 ] |
| 20      | 12/03/2023 | Fiorella Mannoia, Giorgio Marchesi, Angela Finocchiaro                               | 1 869 000      | 15,8%   | [ 55 ] |
| 21      | 19/03/2023 | Barbara De Rossi, Barbara Foria, Claudio Lippi, Ugo Bressanello                      | 1 976 000      | 15,9%   | [ 56 ] |
| 22      | 26/03/2023 | Giuseppe Fiorello, Gigliola Cinquetti, Giusy Buscemi, Marco Rossetti                 | 1 727 000      | 14,6%   | [ 57 ] |
| 23      | 02/04/2023 | Cugini Di Campagna, Marco Giallini, Rossella Brescia, Giulio Scarpati, Marina Cuollo | 1 751 000      | 15,2%   | [ 58 ] |
| 24      | 09/04/2023 | Rocco Papaleo, Massimo Ghini, Filippo Laganà, Francesca Reggiani                     | 1 367 000      | 14,1%   | [ 59 ] |
| 25      | 16/04/2023 | Anna Pettinelli, Sergio Friscia, Caterina Balivo, Giancarlo Magalli, Debora Villa    | 1 844 000      | 14,3%   | [ 60 ] |
| 26      | 23/04/2023 | Flavio Insinna, Gigi e Ross, Veronica Pivetti, Irene Vella                           | 1 464 000      | 14,8%   | [ 61 ] |
| 27      | 30/04/2023 | Massimo Ceccherini, Enzo Miccio, Licia Colò, Mattia Ward                             | 1 754 000      | 15,0%   | [ 62 ] |
| 28      | 07/05/2023 | Donatella Rettore, Natasha Stefanenko, Daniela Ferolla                               | 1 320 000      | 13,1%   | [ 63 ] |
| 29      | 14/05/2023 | Carlo Conti, Nicole Grimaudo, Riccardo De Rinaldis, Maria Teresa Ruta, Guenda Goria  | 1 815 000      | 15,6%   | [ 64 ] |
| 30      | 21/05/2023 | Lello Arena, Pierpaolo Spollon, Stefano Fresi, Cristiana Polegri                     | 1 588 000      | 14,5%   | [ 65 ] |
| 31      | 28/05/2023 | Rocío Muñoz Morales, Michele Guardì, Enrico Ruggeri, Tiberio Timperi                 | 1 368 000      | 13,5%   | [ 66 ] |
| 32      | 04/06/2023 | Milly Carlucci, Alberto Matano, Carla Signoris, Flora Canto                          | 1 583 000      | 15,7%   | [ 67 ] |
| 33      | 11/06/2023 | Serena Autieri, Michele Zarrillo, Giorgia Cardinaletti, Vincenzo Schettini           | 1 526 000      | 15,6%   | [ 68 ] |

## Quinta edizione (2023-2024)
- Rete: Rai 1
- Periodo: 16 settembre 2023 - 2 giugno 2024
- Numero di puntate: 34

La puntata del 19 novembre è in onda fino alle 18:00 per trasmettere su Rai Uno la diretta di un incontro tennistico.
Le puntate del 26 novembre, del 3 dicembre e del 11 febbraio non vanno in onda, venendo sostituite rispettivamente dalla finale dello Junior Eurovision Song Contest e dello Zecchino D'Oro e dalla puntata speciale di Domenica In dall'Ariston di Sanremo. 
| Puntata | Data       | Ospiti | Ascolti        | Ascolti | Fonti   |
| Puntata | Data       | Ospiti | Telespettatori | Share   | Fonti   |
| ------- | ---------- | --- | -------------- | ------- | ------- |
| 1       | 16/09/2023 | Max Giusti, Beatrice Venezi, Cinzia Macchi | 1 201 000      | 12,2%   | [ 70 ]  |
| 2       | 24/09/2023 | Vanessa Scalera, Massimiliano Gallo, Mauro Repetto, Massimo Cotto, Flavio Insinna, Alessio Vassallo                                                                     | 1 388 000      | 13,6%   | [ 71 ]  |
| 3       | 01/10/2023 | Paolo Conticini, Daniele Pecci, Alessandro Tersigni, Diana Del Bufalo, Luciano Cannito, Lorenzo Licitra                                                                 | 1 409 000      | 15,1%   | [ 72 ]  |
| 4       | 08/10/2023 | Pierpaolo Spollon, Claudio Bisio, Alessio Di Domenicantonio, Carlotta De Leonardis, Vincenzo Sebastiani, Lorenzo Mc Govern Zaini, Nunzia De Girolamo, Gabriele Ciancuto | 1 325 000      | 13,6%   | [ 73 ]  |
| 5       | 15/10/2023 | Alessandro Preziosi, Bianca Guaccero, Maria Chiara Giannetta, Diego Gastaldi                                                                                            | 1 419 000      | 13,4%   | [ 74 ]  |
| 6       | 22/10/2023 | Veronica Pivetti, Giovanni Floris, Tosca D'Aquino, Serena Bortone | 1 500 000      | 13,9%   | [ 75 ]  |
| 7       | 29/10/2023 | Francesco Nero, Elisa Isoardi, Paola Minaccioni, Miss Swirl | 1 854 000      | 14,5%   | [ 76 ]  |
| 8       | 05/11/2023 | Barbara De Rossi, Carolyn Smith, Valeria Marini, Angela Rafanelli | 1 927 000      | 14,6%   | [ 77 ]  |
| 9       | 12/11/2023 | Carlo Conti, Cristiano Malgioglio, Anna Valle, Giorgio Pasotti, Francesco Giorgino                                                                                      | 1 957 000      | 14,9%   | [ 78 ]  |
| 10      | 19/11/2023 | Selvaggia Lucarelli | 2 546 000      | 19,2%   | [ 79 ]  |
| 11      | 10/12/2023 | Serena Rossi, Enrico Ruggeri, Diego Dalla Palma | 1 927 000      | 14,3%   | [ 80 ]  |
| 12      | 24/12/2023 | Alessia Marcuzzi, Massimiliano Ossini | 1 979 000      | 16,5%   | [ 81 ]  |
| 13      | 31/12/2023 | Lello Arena, Antonella Elia, Simone Di Pasquale, Giovanni Scifoni | 2 146 000      | 15,7%   | [ 82 ]  |
| 14      | 07/01/2024 | Giancarlo Magalli, Matilde Gioli, Aurora Ruffino, Ema Stokholma | 2 148 000      | 15,2%   | [ 83 ]  |
| 15      | 14/01/2024 | Sergio Friscia, Alessandro Siani, Gigliola Cinquetti, Martina Tagliaferri, Enzo Novara                                                                                  | 2 230 000      | 15,7%   | [ 84 ]  |
| 16      | 21/01/2024 | Leonardo Pieraccioni, Chiara Francini, Jasmine Trinca, Francesco Zenga, Mattia Basciano, Dario D'Ambrosi                                                                | 2 158 000      | 15,9%   | [ 85 ]  |
| 17      | 28/01/2024 | Nancy Brilli, Gemelli Di Guidonia, Martina Stella, Ornella Maccioni, Cinthya Janeth Sajaverde Osorio                                                                    | 1 870 000      | 14,1%   | [ 86 ]  |
| 18      | 04/02/2024 | Caterina Balivo, Massimo Ghini, Paolo Ruffini, Sara Lazzaro, Gabriella Labate, Elisa Wong, Laura Cravedi, Elisa Di Eusanio                                              | 2 061 000      | 16,1%   | [ 87 ]  |
| 19      | 18/02/2024 | Gabriele Cirilli, Elena Sofia Ricci, Claudio Gioè, Sara Turetta | 2 000 000      | 15,8%   | [ 88 ]  |
| 20      | 25/02/2024 | Valeria Marini, Alba Parietti, Giacomo Giorgio, Francesco Panella, Clotilde Esposito, Daniela Ferolla, Stefano Caccavari                                                | 1 943 000      | 15,1%   | [ 89 ]  |
| 21      | 03/03/2024 | Nek, Andrea De Pascalis, Gigi e Ross, Cristiana Capotondi, Riccardo Rossi                                                                                               | 2 004 000      | 15,2%   | [ 90 ]  |
| 22      | 10/03/2024 | Massimo Ceccherini, Marisa Laurito, Francesca Chillemi, Federica Scagnetti, Leonardo Mendolicchio                                                                       | 2 034 000      | 15,2%   | [ 91 ]  |
| 23      | 17/03/2024 | Adriano Pappalardo, Barbara Alberti, Barbara Bobulova, Giorgio Marchesi, Don Davide Banzato                                                                             | 1 716 000      | 14,9%   | [ 92 ]  |
| 24      | 24/03/2024 | Francesco Gabbani, Paolo Fox, Enzo Decaro, Jacopo Alberti | 1 874 000      | 15,9%   | [ 93 ]  |
| 25      | 31/03/2024 | Tullio Solenghi, Paolo Conticini, Giada Perra, Neri Marcoré, Carlo Costa                                                                                                | 1 634 000      | 16,2%   | [ 94 ]  |
| 26      | 07/04/2024 | Fausto Leali, Enzo Miccio, Lucrezia Lante Della Rovere, Michela Giraud, Vincenzo Schettini                                                                              | 1 640 000      | 16,7%   | [ 95 ]  |
| 27      | 14/04/2024 | Carlo Verdone, Diana Del Bufalo, Rossella Fiorani | 1 415 000      | 15,0%   | [ 96 ]  |
| 28      | 21/04/2024 | Rita Pavone, Salvo Sottile, Gabriele Corsi, Natasha Stefanenko, Damiano Rizzi                                                                                           | 1 715 000      | 15,3%   | [ 97 ]  |
| 29      | 28/04/2024 | Monica Guerritore, Fabrizio Biggio, Rossella Brescia, Leonardo Cesaretti                                                                                                | 1 748 000      | 15,8%   | [ 98 ]  |
| 30      | 05/05/2024 | Barbara Bouchet, Giampiero Mughini, Alfa | 1 427 000      | 14,8%   | [ 99 ]  |
| 31      | 12/05/2024 | Sabrina Salerno, Claudia Gerini, Ciro Priello, Rosanna Boschi | 1 311 000      | 14,0%   | [ 100 ] |
| 32      | 19/05/2024 | Fiorella Mannoia, Tiberio Timperi, Paolo Fox, Federico Ielapi | 1 653 000      | 15,7%   | [ 101 ] |
| 33      | 26/05/2024 | Raf, Francesco Facchinetti, Pierpaolo Spollon, Angelo Mellone, Marco Baruffaldi                                                                                         | 1 361 000      | 12,9%   | [ 102 ] |
| 34      | 02/06/2024 | Milly Carlucci, Selvaggia Lucarelli, Elisa Isoardi | 1 756 000      | 16,3%   | [ 103 ] |

## Sesta edizione (2024-2025)
- Rete: Rai 1
- Periodo: Dal 15 settembre 2024 al 1 giugno 2025
- Numero di puntate: 34

Le puntate del 30 novembre, del 22 dicembre, del 16 febbraio e del 18 maggio non vanno in onda, venendo sostituite dalla finale dello Zecchino D'Oro, dallo speciale maratona tv Telethon, dallo speciale di Domenica in e da un incontro tennistico.
| Puntata | Data       | Ospiti | Ascolti        | Ascolti | Fonti   |
| Puntata | Data       | Ospiti | Telespettatori | Share   | Fonti   |
| ------- | ---------- | --- | -------------- | ------- | ------- |
| 1       | 15/09/2024 | Milly Carlucci, Caterina Balivo, Sofia Raffaeli, Claudia Mancinelli, Alberto Brandi                                                           | 1 379 000      | 13.1%   | [ 105 ] |
| 2       | 22/09/2024 | Nek, Francesco Renga, Emma D'Aquino, Stefano Fresi, Michele Argentieri                                                                        | 1 519 000      | 14.6%   | [ 106 ] |
| 3       | 29/09/2024 | Alessandro Borghese, Roberta Capua, Gabriele Corsi, Clio Evans e Lele Spedicato dei Negramaro                                                 | 1 387 000      | 14.0%   | [ 107 ] |
| 4       | 06/10/2024 | Maurizio Lastrico, Elenoire Casalegno, Chiara Galiazzo, Sabrine El Mayel                                                                      | 1 512 000      | 14.1%   | [ 108 ] |
| 5       | 13/10/2024 | Amii Stewart, Rocco Papaleo, Matilda De Angelis                                                                                               | 1 501 000      | 14.3%   | [ 109 ] |
| 6       | 20/10/2024 | Anna Lou Castoldi, Nikita Perotti, Tosca D’Aquino, Giampaolo Morelli, Carolina Di Domenico, Andrea Perroni, Gianluca Semprini                 | 1 713 000      | 15.1%   | [ 110 ] |
| 7       | 27/10/2024 | Raoul Bova e Gaia Messerklinger, Enzo Miccio, Giuseppe Battiston e Barbora Bobulova, Chiara Amirante                                          | 1 864 000      | 14.4%   | [ 111 ] |
| 8       | 03/11/2024 | Elena Sofia Ricci, Veronica Pivetti, Claudia Pandolfi, Elena Di Cioccio                                                                       | 1 771 000      | 13.3%   | [ 112 ] |
| 9       | 10/11/2024 | Nina Zilli, Pasquale La Rocca, Alba Rohrwacher, Irene Maiorino, Camilla Mancini, Claudio Bisio                                                | 1 832 000      | 13.9%   | [ 113 ] |
| 10      | 16/11/2024 | Bianca Guaccero, Giovanni Pernice, Enzo Iacchetti, Paolo Conticini, Paola Marchetti                                                           | 1 829 000      | 13.1%   | [ 114 ] |
| 11      | 24/11/2024 | Federica Nargi, Luca Favilla, Claudia Gerini, Lello Arena                                                                                     | 1 602 000      | 10.6%   | [ 115 ] |
| 12      | 08/12/2024 | Luca Barbareschi, Alessandra Tripoli, Red Canzian, Diana Del Bufalo                                                                           | 1 870 000      | 13.6%   | [ 116 ] |
| 13      | 15/12/2024 | Selvaggia Lucarelli, Massimiliano Ossini, Massimiliano Gallo, Arianna Talamona                                                                | 2 146 000      | 16.4%   | [ 117 ] |
| 14      | 29/12/2024 | Alessandro Siani, Leonardo Pieraccioni, Sergio Friscia, Giovanni Esposito, Cristiano Malgioglio                                               | 1 771 000      | 14.2%   | [ 118 ] |
| 15      | 05/01/2025 | Marisa Laurito, Raz Degan, Alessio Boni, Davide Banzato                                                                                       | 2 085 000      | 15.4%   | [ 119 ] |
| 16      | 12/01/2025 | Marco Masini, Alessandro Preziosi, Gabriella Pession, Michele Riondino                                                                        | 1 907 000      | 13.9%   | [ 120 ] |
| 17      | 19/01/2025 | Gigliola Cinquetti, Gabriele Cirilli, Monica Pais, Giusy Buscemi, Alice Arcuri                                                                | 1 977 000      | 14.6%   | [ 121 ] |
| 18      | 26/01/2025 | Elena Sofia Ricci, Nek, Giorgia Cardinaletti                                                                                                  | 2 018 000      | 15.5%   | [ 122 ] |
| 19      | 02/02/2025 | Matilde Gioli, Licia Colò, Serena Bortone, Loredana Errore                                                                                    | 1 797 000      | 13.4%   | [ 123 ] |
| 20      | 09/02/2025 | Martina Colombari, Nino D'Angelo, Cesare Bocci                                                                                                | 2 057 000      | 15.5%   | [ 124 ] |
| 21      | 23/02/2025 | Edoardo Leo, Pilar Fogliati, Maria Chiara Giannetta, Claudia Pandolfi, Vittoria Puccini, Paolo Genovese, Francesca Chillemi, Paolo Kessisoglu | 1 830 000      | 14.2%   | [ 125 ] |
| 22      | 02/03/2025 | Giancarlo Magalli, Monica Leofreddi, Neri per Caso                                                                                            | 1 805 000      | 15.1%   | [ 126 ] |
| 23      | 09/03/2025 | Paola Barale, Willie Peyote, Fabio Canino, Carlotta Fruttero                                                                                  | 1 808 000      | 14.6%   | [ 127 ] |
| 24      | 16/03/2025 | Serena Rossi, Riccardo Scamarcio, Maria Chiara Giannetta, Ilaria D'Amico, Margot Sikabonyi                                                    | 1 647 000      | 13.5%   | [ 128 ] |
| 25      | 23/03/2025 | Fiorella Mannoia, Maurizio Battista, Paolo Fox, Alessandro Gervasi, Antonia Truppo                                                            | 1 742 000      | 15.1%   | [ 129 ] |
| 26      | 30/03/2025 | Paola Minaccioni, Miriam Dalmazio, Amedeo Minghi, Marco Rossetti                                                                              | 1 657 000      | 15.8%   | [ 130 ] |
| 27      | 06/04/2025 | Nancy Brilli, Miriam Dalmazio, Caterina Shulha, Gilles Rocca                                                                                  | 1 462 000      | 12.4%   | [ 131 ] |
| 28      | 13/04/2025 | Monica Guerritore, Edoardo Leo, Micaela Ramazzotti, Gaia Bella, Tosca D’Aquino                                                                | 1 614 000      | 13.5%   | [ 132 ] |
| 29      | 20/04/2025 | Rettore, Luisa Corna, Margot Sikabonyi | 1 263 000      | 12.6%   | [ 133 ] |
| 30      | 27/04/2025 | Ginevra Francesconi, Stefano Accorsi, Giovanni Scifoni, Giobbe Covatta                                                                        | 1 565 000      | 14.3%   | [ 134 ] |
| 31      | 04/05/2025 | Anna Foglietta, Elisa Isoardi, Gigi e Ross, Jacopo Corona                                                                                     | 1 444 000      | 14.2%   | [ 135 ] |
| 32      | 11/05/2025 | Giulia Salemi, Roby Facchinetti, Fausto Leali                                                                                                 | 1 439 000      | 14.0%   | [ 136 ] |
| 33      | 25/05/2025 | Simona Izzo, Ricky Tognazzi, Adriano Pappalardo                                                                                               | 1 254 000      | 12.1%   | [ 137 ] |
| 34      | 01/06/2025 | Sergio Múñiz, Nek, Valeria Marini | 1 047 000      | 11.8%   | [ 138 ] |